# Mission d'information parlementaire sur le Rwanda
 (mars 2010).
Si vous disposez d'ouvrages ou d'articles de référence ou si vous connaissez des sites web de qualité traitant du thème abordé ici, merci de compléter l'article en donnant les références utiles à sa vérifiabilité et en les liant à la section « Notes et références ».
La mission d'information parlementaire sur le Rwanda est une mission d'information de l'Assemblée nationale française, décidée au début de l'année 1998 à la suite d'une campagne de presse déclenchée par des articles du journaliste Patrick de Saint-Exupéry dans Le Figaro. À l'époque, le Sénat de Belgique venait de faire une démarche analogue en 1997. Présidée par Paul Quilès, elle publia en décembre 1998 un volumineux rapport rassemblant analyses du rôle de la France dans le génocide des Tutsi au Rwanda et recommandations de changements à opérer dans les institutions au vu des "erreurs d'appréciation" et des "dysfonctionnements institutionnels" constatés.

## Présentation
En 1998 les députés examinent la politique de la France au Rwanda durant la guerre civile puis le génocide entre 1990 et 1994. Pour la première fois dans l'histoire de la Cinquième République, le parlement examine des événements relevant du domaine réservé du président de la République. Cette mission rassemble des députés de la Commission des Affaires étrangères et de la Commission de la Défense nationale et des Forces armées.
Paul Quilès préside cette mission d'information, dont les députés Pierre Brana et Bernard Cazeneuve en sont les rapporteurs. Les auditions publiques des témoins, journalistes, experts, militaires, responsables politiques se déroulent du 24 mars 1998 au 9 juillet 1998. D'autres ont lieu à huis clos, principalement des auditions de militaires.[réf. nécessaire]
Les rapporteurs se rendent deux jours au Rwanda pour visiter le mémorial de Murambi et rencontrer des responsables rwandais et des associations de rescapés[réf. nécessaire].
Cette mission présente un rapport le 15 décembre 1998 intitulé « Rapport de mission d'information de la commission de la défense nationale et des forces armées et de la commission des affaires étrangères sur les opérations militaires menées par la France, d'autres pays et l'ONU au Rwanda entre 1990 et 1994 ».
Quilès déclare notamment devant la presse : 
- « Au moment où le génocide se produit, la France n'est nullement impliquée dans ce déchaînement de violences. »
- « Nous n'avons pas su tenir compte des spécificités d'un pays que nous connaissions mal. Nous sommes intervenus dans un pays que nous croyions connaître, mais qui en réalité nous était beaucoup plus étranger que nous le soupçonnions. »

En désaccord avec les conclusions du rapport, Jean-Claude Lefort, vice-président de la Mission, refuse d'en signer les conclusions,.

## Critiques
Sur plusieurs points sensibles de l'implication française, la formation des miliciens Interahamwe, Bisesero, les livraisons d'armes pendant le génocide, on reproche à la mission de ne retenir que la version officielle des militaires, plutôt que celles des journalistes présents sur place ou des témoins rwandais. Les défenseurs de la politique française répondent[réf. nécessaire] que les journalistes présents n'auraient, à l'époque, rien trouvé à redire, ce qui est démenti par une recherche dans les articles de journaux ,.
Des ONG, des associations, des personnalités diverses regrettent, à travers un collectif « Vérité sur le Rwanda », constitué en 1998, que 40 % des auditions se soient déroulées à huis clos et que le principe d'une commission d'enquête parlementaire (dotée de réels pouvoirs d'investigations) n'ait pas été retenu. Jean-Claude Lefort affirme même que la mission d'information parlementaire a été ouverte pour étouffer sa propre proposition d'une commission d'enquête parlementaire.Ces revendications de recherche de la vérité sur le Rwanda déboucheront en 2004 sur l'initiative d'une Commission d'enquête citoyenne sur l'implication de la France au Rwanda qui fera entendre des témoins rwandais.

## Composition de la Mission
- Jean-Louis Bernard (UDF) (1)
- Roland Blum (UDF) (2) (vice-président)
- Pierre Brana (PS) (2) (rapporteur)
- Bernard Cazeneuve (PS) (1) (rapporteur)
- Yves Dauge (PS) (2)
- Jean-Claude Decagny (UDF) (2)
- Jacques Desallangre (RCV) (2)
- René Galy-Dejean (RPR) (1)  (vice-président)
- François Huwart (RCV) (1)
- François Lamy (PS) (1)
- Jean-Claude Lefort (PCF) (2) (vice-président)
- François Loncle (PS) (2)
- Jacques Myard (RPR) (2)
- Paul Quilès (PS) (1) (président)
- Jean-Bernard Raimond (RPR) (2)
- René Rouquet (PS) (2)
- Jean-Claude Sandrier (PCF)  (1) (vice-président)
- Michel Voisin (UDF) (1)
- Kofi Yamgnane (PS) (1)

(1) membre de la Commission de la Défense nationale et des Forces armées

(2) membre de la Commission des Affaires étrangères